# Baileya
 Baileya   Harv. & A.Gray ex Torr., 1848 è un genere di piante angiosperme dicotiledoni della famiglia delle Asteraceae, sottofamiglia Asteroideae, tribù Helenieae e sottotribù Tetraneurinae.

## Etimologia
Il nome del genere è stato dato in onore di Jacob Whitman Bailey (1811–1857), ricercatore di alghe diatomee presso l'Accademia militare degli Stati Uniti.
Il nome scientifico del genere è stato definito dai botanici William Henry Harvey (1811-1866), Asa Gray (1810-1888) e John Torrey (1796-1873)  nella pubblicazione "in Emory, Notes Mil. Reconnois." ( 144) del 1848.

## Descrizione

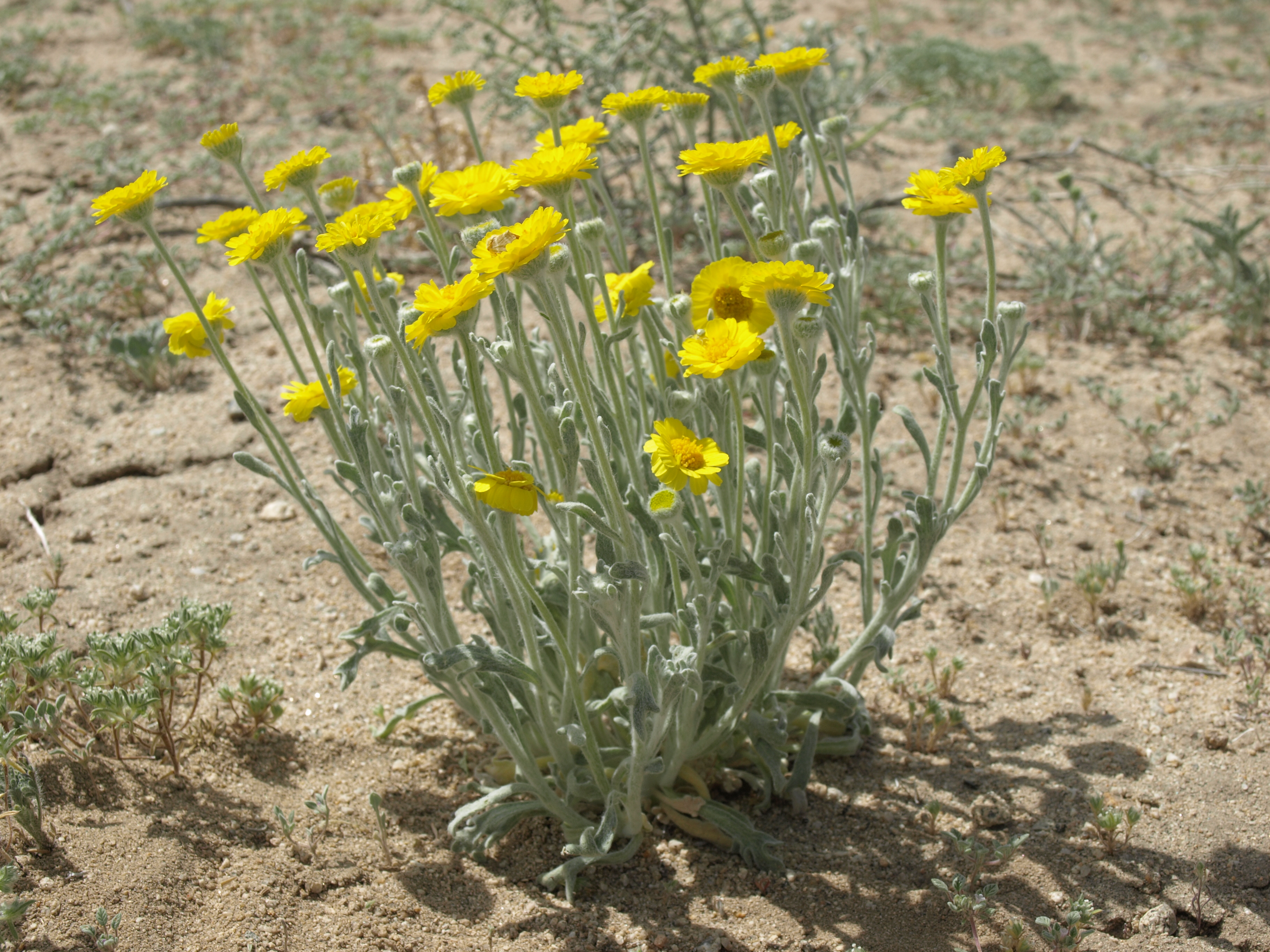
Il portamento
Baileya pleniradiata

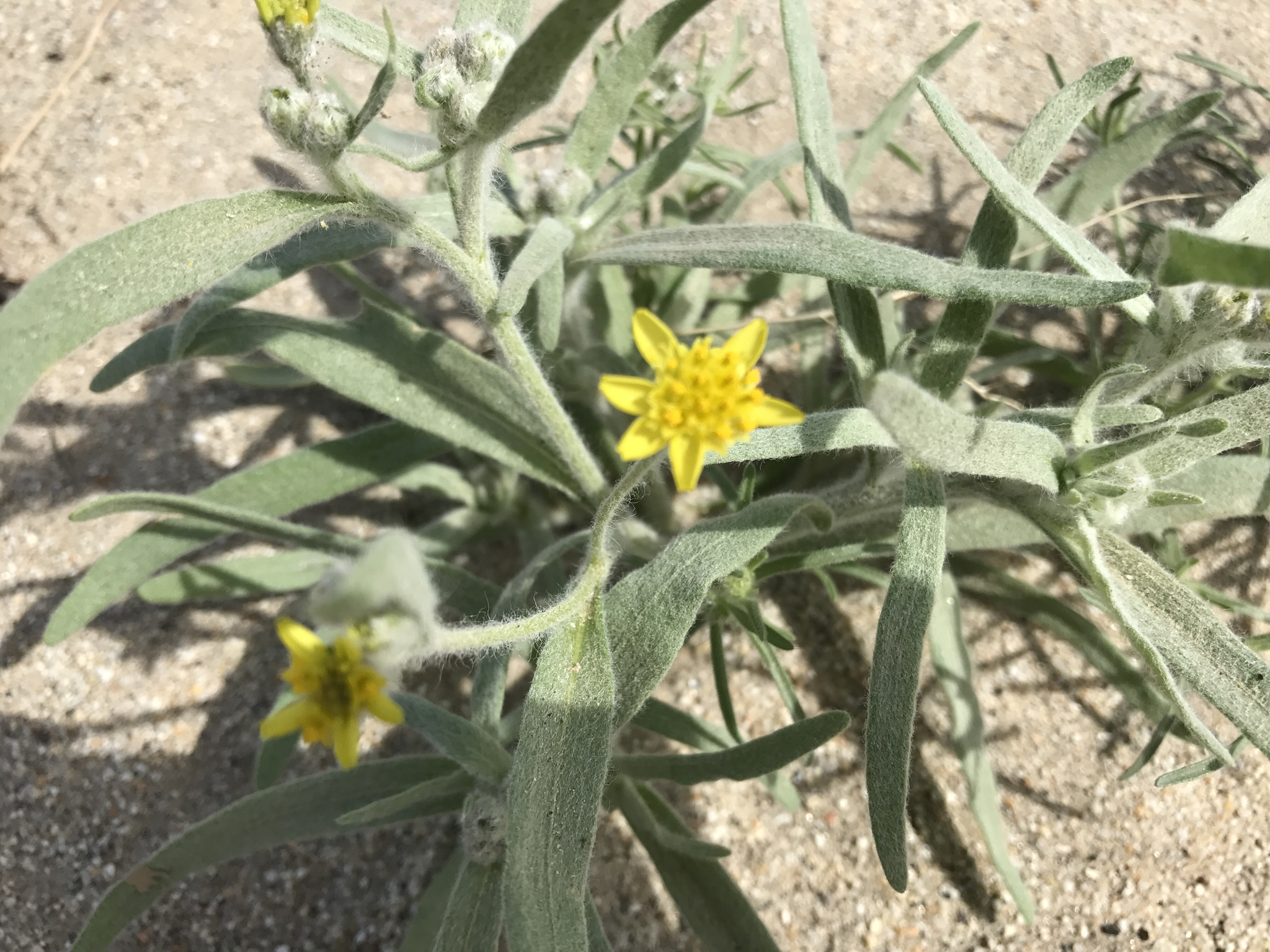
Le foglie
Baileya pauciradiata

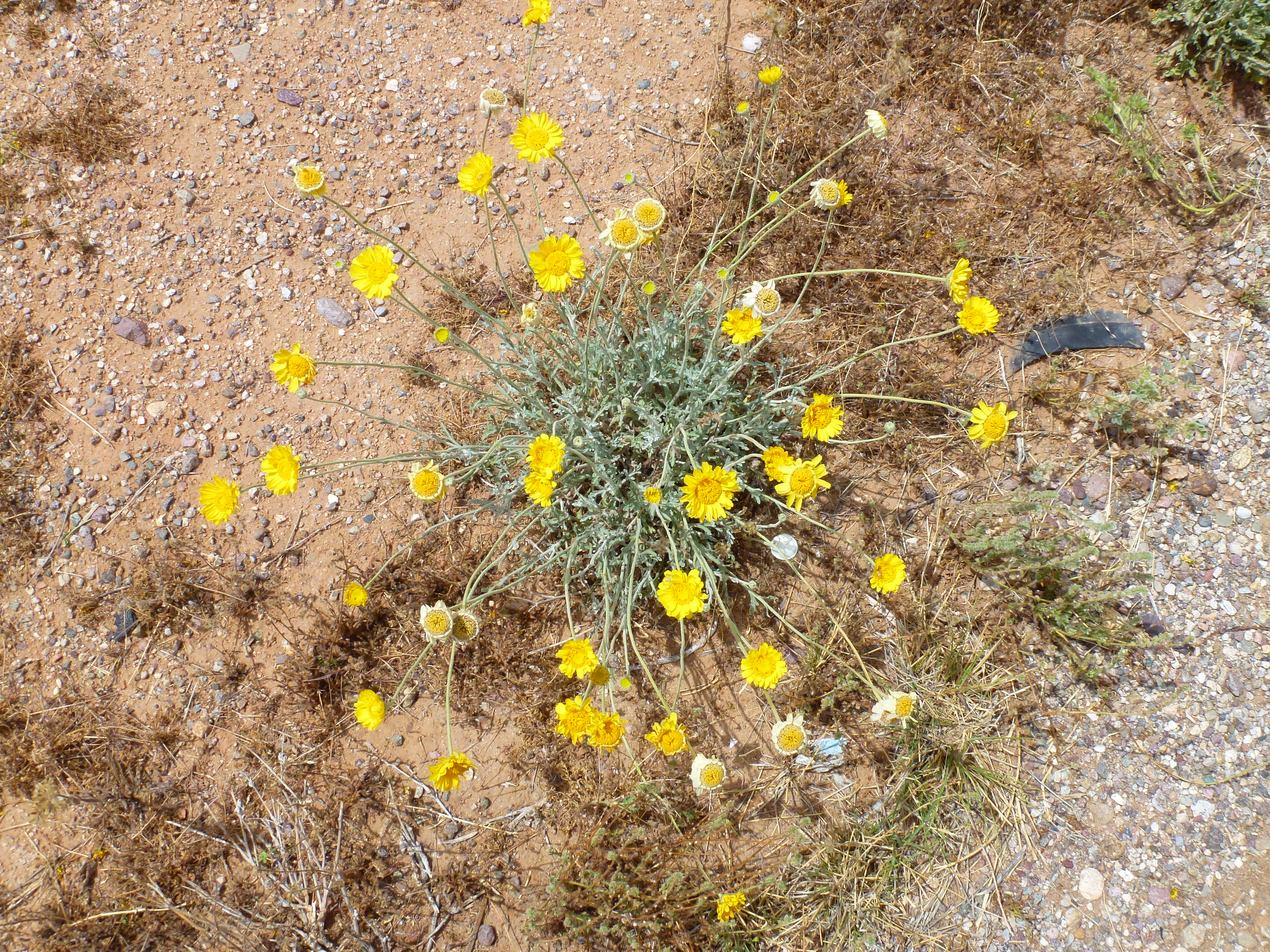
Infiorescenza
Baileya multiradiata

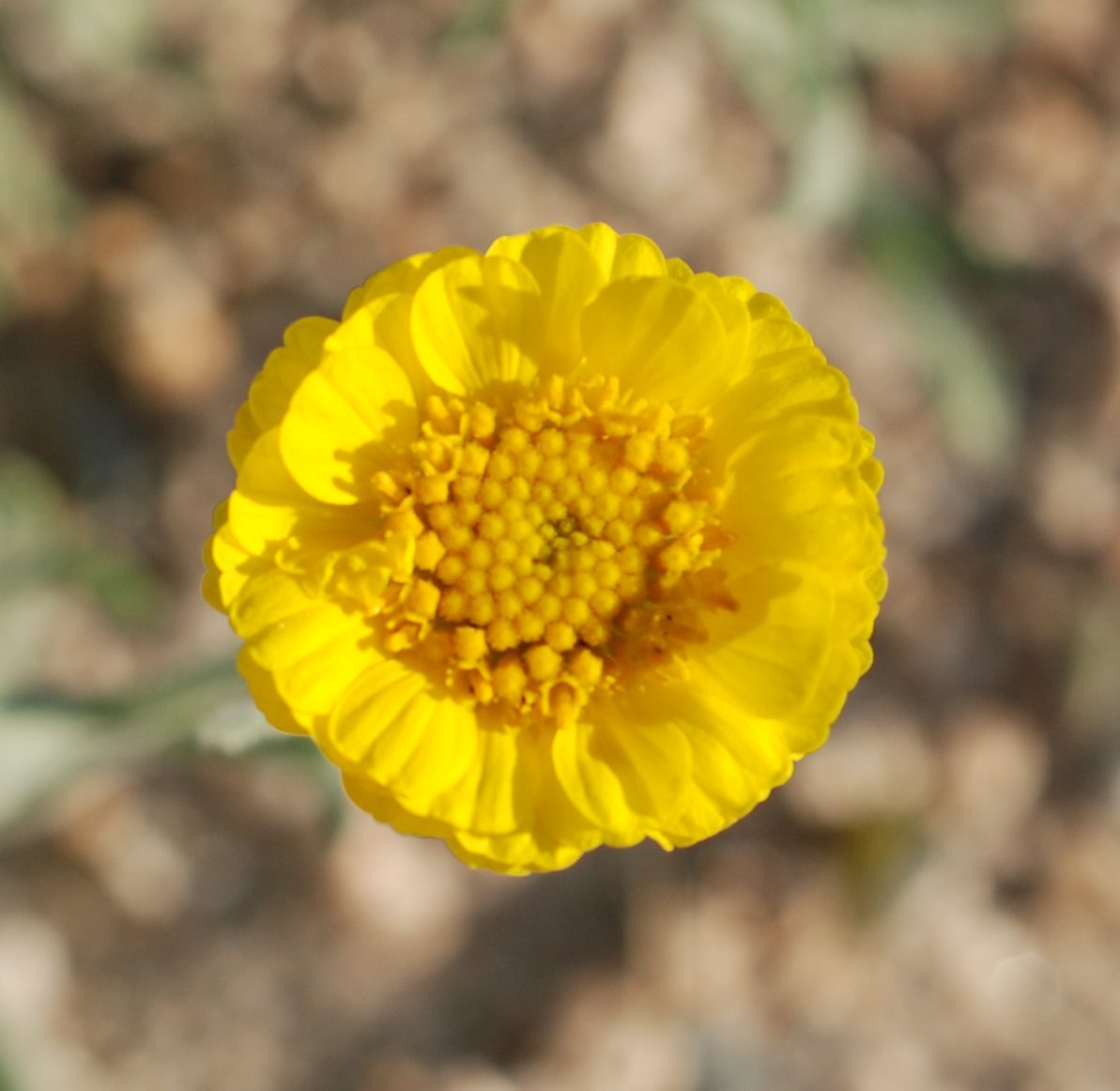
I fiori
Baileya pleniradiata

Portamento. Le specie di questo genere hanno un ciclo biologico annuale (bienne) o perenne; l'habitus pè erbaceo. In alcune specie le radici principali sono legnose. Sono inoltre piante senza lattice.
Fusto. La parte aerea in genere è eretta, semplice o ramosa. La superficie è lanosa. Altezza media: 15-75 cm (massimo 100 cm).
Foglie. Le foglie possono essere sia basali che cauline. Quelle basali, sono alterne con forme pennatifide, formano delle rosette. Quelle cauline sono sessili disposte in modo alterno, la lamina è intera con forme da lineari a oblanceolate. Le superfici sono bianco-fioccose.
Infiorescenza. Le sinflorescenze sono sia scapose che composte da diversi capolini raccolti in formazioni aperte corimbose. Le infiorescenze vere e proprie sono composte da un capolino terminale di tipo radiato. I capolini sono formati da un involucro lanoso, con forme da emisferiche a campanulate, composto da diverse brattee, al cui interno un ricettacolo fa da base ai fiori di due tipi: fiori del raggio e fiori del disco. Le brattee, da 8-13 o 21-34, sono piatte, a consistenza erbacea talvolta con margini scariosi, con forme variabili da strettamente ellittiche a lanceolate e sono disposte in modo più o meno embricato su 2 serie. Il ricettacolo è privo di pagliette a protezione della base dei fiori; la forma del ricettacolo è convessa. Diametro involucro: 5-25 mm.
Fiori.  I fiori sono tetra-ciclici (formati cioè da 4 verticilli: calice – corolla – androceo – gineceo) e pentameri (calice e corolla formati da 5 elementi). Si distinguono in:
- fiori del raggio (esterni): da 5-7 o 20-55, sono femminili e fertili, sono disposti su una o 2-3 serie; la forma è ligulata (fiori zigomorfi);
- fiori del disco: da 10-20 o 40-100, sono ermafroditi e fertili con forme tubolari (fiori attinomorfi.

- Formula fiorale:

*/x K {\displaystyle \infty }, [C (5), A (5)], G 2 (infero), achenio 
- Calice: i sepali del calice sono ridotti ad una coroncina di squame.

- Corolla:

- fiori del raggio: la forma della corolla alla base è più o meno tubulosa-imbutiforme, mentre all'apice è ligulata; la ligula può terminare con 3 lobi; i colori sono giallo e giallo-arancio;
- fiori del disco: la forma è tubulare/campanulata bruscamente divaricata in 5 lobi; i lobi, patenti o eretti, hanno una forma deltata o più o meno lanceolata; i colori sono giallo e giallo-bruno. La superficie è sparsamente ghiandolare senza cellule sclerificate.

- Androceo: l'androceo è formato da 5 stami sorretti da filamenti generalmente liberi; gli stami sono connati e formano un manicotto circondante lo stilo; le teche, produttrici del polline, alla base sono troncate senza coda. Le appendici delle antere sono ovate con cellule sclerificate. Il tessuto endoteciale, rivestimento interno dell'antera, è quasi sempre polarizzato con due superfici distinte: una verso l'esterno e una verso l'interno. Il polline è sferico con un diametro medio di circa 25 micron;  è tricolporato con tre aperture sia di tipo a fessura che tipo isodiametrica o poro ed è echinato con punte sporgenti e divergenti.

- Gineceo: l'ovario è infero uniloculare formato da 2 carpelli. Lo stilo, il recettore del polline, è profondamente bifido con due stigmi divergenti e con le linee stigmatiche marginali separate e parallele. I due bracci dello stilo hanno una forma da lanceolata a deltoide, sono troncati all'apice e possono essere papillosi o ricoperti da ciuffi di peli.

Frutti. I frutti sono degli acheni senza pappo. L'achenio ha una forma da obconica o oblunga o obpiramidale con al massimo 10 coste longitudinali; la superficie è glabra o densamente pubescente oppure ghiandolosa. Lunghezza dell'achenio: 3-4 mm.

## Biologia
Impollinazione: l'impollinazione avviene tramite insetti (impollinazione entomogama tramite farfalle diurne e notturne).

Riproduzione: la fecondazione avviene fondamentalmente tramite l'impollinazione dei fiori (vedi sopra).

Dispersione: i semi (gli acheni) cadendo a terra sono successivamente dispersi soprattutto da insetti tipo formiche (disseminazione mirmecoria). In questo tipo di piante avviene anche un altro tipo di dispersione: zoocoria. Infatti gli uncini delle brattee dell'involucro (se presenti) si agganciano ai peli degli animali di passaggio disperdendo così anche su lunghe distanze i semi della pianta. Inoltre per merito del pappo (se presente) il vento può trasportare i semi anche a distanza di alcuni chilometri (disseminazione anemocora).

## Distribuzione e habitat
Le specie di questo genere sono distribuite in Messico e USA (versante del Pacifico).

## Sistematica
La famiglia di appartenenza di questa voce (Asteraceae o Compositae, nomen conservandum) probabilmente originaria del Sud America, è la più numerosa del mondo vegetale, comprende oltre 23.000 specie distribuite su 1.535 generi, oppure 22.750 specie e 1.530 generi secondo altre fonti (una delle checklist più aggiornata elenca fino a 1.679 generi). La famiglia attualmente (2021) è divisa in 16 sottofamiglie; la sottofamiglia Asteroideae è una di queste e rappresenta l'evoluzione più recente di tutta la famiglia.

### Filogenesi
Il gruppo di questa voce è descritto nella sottotribù Tetraneurinae caratterizzata da brattee erette all'antesi, da venature delle corolle che s'incontrano agli apici dei lobi e dalle appendici delle antere ricoperte da tricomi ghiandolari sulla faccia abassiale.
Nell'ambito filogenetico della sottotribù  Baileya  si trova in posizione "basale", ossia è "fratello del resto della sottotribù, il primo gruppo che si è evoluto.
I caratteri distintivi del genere sono:
- le lamine fogliari sono lanose, per lo più con forme trilobate o pennate;
- i fiori de raggio hanno delle corolle gialle e arancioni con nervature gialle o marrone;
- il pappo è assente.

Il numero cromosomico delle specie di questa voce è: 2n = 32.

### Elenco delle specie
Questo genere ha 3 specie:
- Baileya multiradiata Harv. & A.Gray
- Baileya pauciradiata  Harv. & A.Gray
- Baileya pleniradiata  Harv. & A.Gray